# Hans Thirring
Hans Thirring (Viena, 23 de março de 1888 — Viena, 22 de março de 1976) foi um físico austríaco.
Pai do também físico Walter Thirring.